# Simply Red
Симпли ред (енгл. Simply Red) је енглеска поп група. У њиховој музици има утицаја попа, рока, џеза, и соула.
Група је формирана 1985. године и добила име „Симпли Ред“ („једноставно црвени“), а то је и надимак певача Мика Хакнала, због риђе-црвене косе. Имају левичарска политичка уверења и навијачи су фудбалског клуба Манчестер Јунајтед.

## Чланови групе

### Садашњи чланови
- Мик Хакнел – вокали (1985–2010, 2015 до данас)
- Ијан Киркам – дрвени дувачки инструменти, клавијатуре (1986–2010, 2015 до данас)
- Стив Луинсон – бас гитара (1995–1998, 2003–2010, 2015 до данас)
- Кенџи Сузуки – гитара (1998–2010, 2015 до данас)
- Кевин Робинсон – лимени дувачки инструменти, пратећи вокали (1999–2010, 2015 до данас)
- Дејв Клејтон – клавијатуре (2003–2010, 2015 до данас)
- Роман Рот – бубњеви (2015 до данас)

### Бивши чланови
| - Фриц Мекинтајер – клавијатуре, вокали – (1985–1996) - Тим Келет – лимени дувачки инструменти, клавијатуре, пратећи вокали, бас(1985–1994) - Тони Боуерс – бас (1985–1991) - Крис Џојси – бубњеви (1985–1991) - Дејвид Фрајмен – гитара (1985) - Силван Ричардсон – гитара (1985–1987) - Азиз Ибрахим – гитара (1987–1988) - Хејтор Переира – гитара (1988–1996) - Гота Јашики – бубњеви (1991–1995, 1998–2003) - Шон Ворд – пратећи вокали, бас (1991–1994) | - Ди Џонсон – пратећи вокали (1992–2008) - Велрој Бејли – бубњеви (1995–1998) - Сара Браун – пратећи вокали (1996–2008) - Тим Вајн – клавијатуре, бас (1996–1999) - Џон Џонсон – лимени дувачки инструменти (1998–2008) - Марк Џејмс – гитара (1998–2003) - Вејн Стобарт – бас (1998–2003) - Крис де Маргари – дрвени дувачки инструменти (1998–2008) - Енди Рајт – клавијатуре, бас (1998–2002) - Пит Луинсон – бубњеви (2003–2010) - Миленда Леј – пратећи вокали (1992) |

## Дискографија
- Picture Book (1985)
- Men and Women (1987)
- A New Flame (1989)
- Stars (1991)
- Life (1995)
- Greatest Hits (1996)
- Blue (1998)
- Love and the Russian Winter (1999)
- It's Only Love (2000)
- Home (2003)
- Simplified (2005)
- Stay (2007)
- Big Love (2015)
- Blue Eyed Soul (2019)